# یوکاری کچی‌لی (کوزان)
یوکاری کچی‌لی (به ترکی استانبولی: Yukarıkeçili) یک منطقهٔ مسکونی در ترکیه است که در قوزان (ترکیه) واقع شده‌است.